# يوكو موريشيتا
يوكو موريشيتا (باليابانية: 森下洋子؛ بالكانا: もりした ようこ) هي راقصة باليه يابانية، ولدت في 7 ديسمبر 1948 في هيروشيما في اليابان.